# セルウィウス・トゥッリウス
セルウィウス・トゥッリウス（ラテン語: Servius Tullius）は、伝説上の王政ローマ第6代の王（在位：紀元前578年 - 紀元前535年）。エトルリア系の王としては2人目となる。

## 経歴
もとは奴隷の出自と言われる。しかしながらティトゥス・リウィウスは彼が奴隷の出自だったとは信じられなかったらしく、母親はエトルリア人都市の出自であったが、故郷の都市をローマ人によって陥落させられ、王の許しで王宮に住まうことが許された身であったと述べている。
紀元前579年、先代ルキウス・タルクィニウス・プリスクスの暗殺後に、先王の娘を妻として王となる。セルウィウスはプレブスの承認なくして王位に就任した最初の王となり、王座には先王の妃の助力が大であったと言う。王となり、彼はウェイイを攻略、エトルリア人都市に出征を行う。また内政としてはローマの領域を拡張、中でも彼の信仰するフォルトゥナ神、ディアナ神の神殿を多く建てた。またセルウィウスは王政ローマの組織を大幅に変革した。彼は下層階級のプレブスの支持を得ていたが、同時にその政策は既存勢力であるパトリキには人気はなかった。
紀元前535年、セルウィウスは自分の娘小トゥッリアと、その夫タルクィニウス・スペルブスに殺された。